# Arun Vishnu

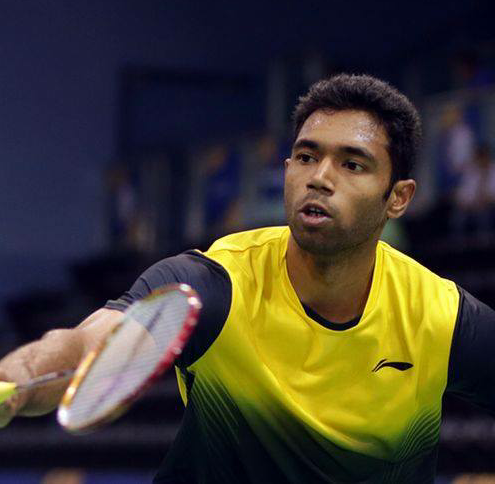
Arun Vishnu

Arun Vishnu Sivarajan Revamma (* 2. August 1988 in Calicut) ist ein indischer Badmintonspieler.

## Karriere
Arun Vishnu nahm 2009 an den Badminton-Weltmeisterschaften teil. Bei den Bahrain International 2008 siegte er im Mixed mit Aparna Balan ebenso wie beim India Open Grand Prix 2009. 2011 gewann er die Bangladesh International im Herrendoppel mit Tarun Kona.